# Pittosporum leratii
Pittosporum leratii är en tvåhjärtbladig växtart som beskrevs av André Guillaumin. Pittosporum leratii ingår i släktet Pittosporum och familjen Pittosporaceae. Inga underarter finns listade.